# Digital Video Broadcasting
DVB eller Digital Video Broadcasting är en samling öppna standarder för olika sorters digital television som handhålls av det internationella konsortiet DVB Project. Standarderna publiceras av en kommitté bestående av European Telecommunications Standards Institute (ETSI), European Committee for Electrotechnical Standardization (CENELEC) och Europeiska Radio- och TV-unionen (EBU). DVB-standarderna kan gratis laddas ner från ETSI:s webbplats.
Varianter av DVB som är vanliga innefattar:
- DVB-T Digital Video Broadcasting - Terrestrial: Digital marksänd television
- DVB-C Digital Video Broadcasting - Cable: Digital kabel-TV
- DVB-S Digital Video Broadcasting - Satellite: Satellit-TV
- DVB-H Digital Video Broadcasting - Handheld: En variant av DVB-T avsedd för mobila mottagare

Dessa varianter skiljer sig åt i framförallt modulering och felrättning, då deras transmissionsmetoder har mycket olika egenskaper.
Kommande standarder är
- DVB-IPI avsedd för IPTV. Ej utbredd idag, nätverken använder proprietära lösningar.